# アッシュル・ナツィルパル1世
アッシュル・ナツィルパル1世（Ashurnasirpal I、在位:紀元前1050年 - 紀元前1031年）は、中アッシリア王国時代のアッシリアの王である。病気治癒を祈る供物を神殿に収めた事が記録に残される。アッカド語ではアッシュル・ナツィル・アプリ（Ashur nasir apli）と表記され、「アッシュル神は後継者を守護する」の意味である。
シャムシ・アダド4世の息子として生まれた。比較的長く王位を保ったが、アラム人に対する敗北のために、西方領土の一部を喪失し、女神イシュタルに助けを願う文書が残されており、いくつもの病気治癒を願う供物を捧げたことと相まって弱々しい王であると見られる場合も多い。
彼の死後、息子のシャルマネセル2世が後を継いでアッシリア王となった。